# Hampden Sydney
Hampden Sydney – jednostka osadnicza w Stanach Zjednoczonych, w stanie Wirginia, w hrabstwie Prince Edward.